# 大街乡 (威宁县)
大街乡，是中华人民共和国贵州省毕节市威宁彝族回族苗族自治县下辖的一个乡镇级行政单位。

## 行政区划
大街乡下辖以下地区：
大街村、兴隆村、高华村、牛吃水村、营中村、金星村、坪上村、大松村和嘎基村。